# Кашина Роса (Милано)
Кашина Роса је насеље у Италији у округу Милано, региону Ломбардија.
Према процени из 2011. у насељу је живело 30 становника. Насеље се налази на надморској висини од 121 м.